# Gwenfô
Gwenfô (En anglès Wenvoe) és una vil·la situada al county borough de Bro Morgannwg, Gal·les. Es troba entre les ciutats d'Y Barri i Cardiff, la capital gal·lesa. Molt a prop hi ha l'estació de transmissió de Gwenfô, al costat de Twyn-yr-Odyn i del Centre de la HTV Wales Television, situada a Culverhouse Cross, als suburbis de Cardiff. És seu del Wenvoe Quarry, el Wenvoe Castle Golf Club i del restaurant Walston Castle.

## Història
Durant molts segles s'ha mantingut com una pròspera comunitat agrícola i, tot i que en general segueix dominant aquest model econòmic, l'augment de la població durant l'últim segle ha portat al govern i a propietaris privats a concentrar-hi propietats de gama alta. La població s'ha doblat en els darrers anys.
La vil·la, originalment, es va desenvolupar al voltant de l'església parroquial de santa Maria, que es remunta com a mínim fins al Segle XII. Gwenfô és recordat per haver pertangut a les famílies De Sully, Fleming i Malefaunt a finals del període medieval. Després d'haver estat cedit a la corona, el Castell de Gwenfô, n'han sigut propietaris les famílies Thomas, Birt i Jenner. El major desenvolupament es va produir durant la dècada de 1770, però la major part es va perdre durant l'incendi del 1910. Es té constància de l'existència de fortificacions medievals anteriors al vessant arbrat de Wrinstwn.

## Equipaments
La vil·la disposa d'una botiga, així com una oficina de correus, una església parroquial, una escola primària, un hotel, una biblioteca, una barberia i tres cases de la vil·la.
És seu de tres Pubs (dos dels quals porten oberts centenars d'anys - el The Wenvoe Arms i el The Horse & Jockey de la veïna Twyn-yr-Odyn, els quals són edificis protegits - i el més recent Walston Castle) i molts acres de boscos i camps. També hi ha una altra església dedicada a Sant Lythans.

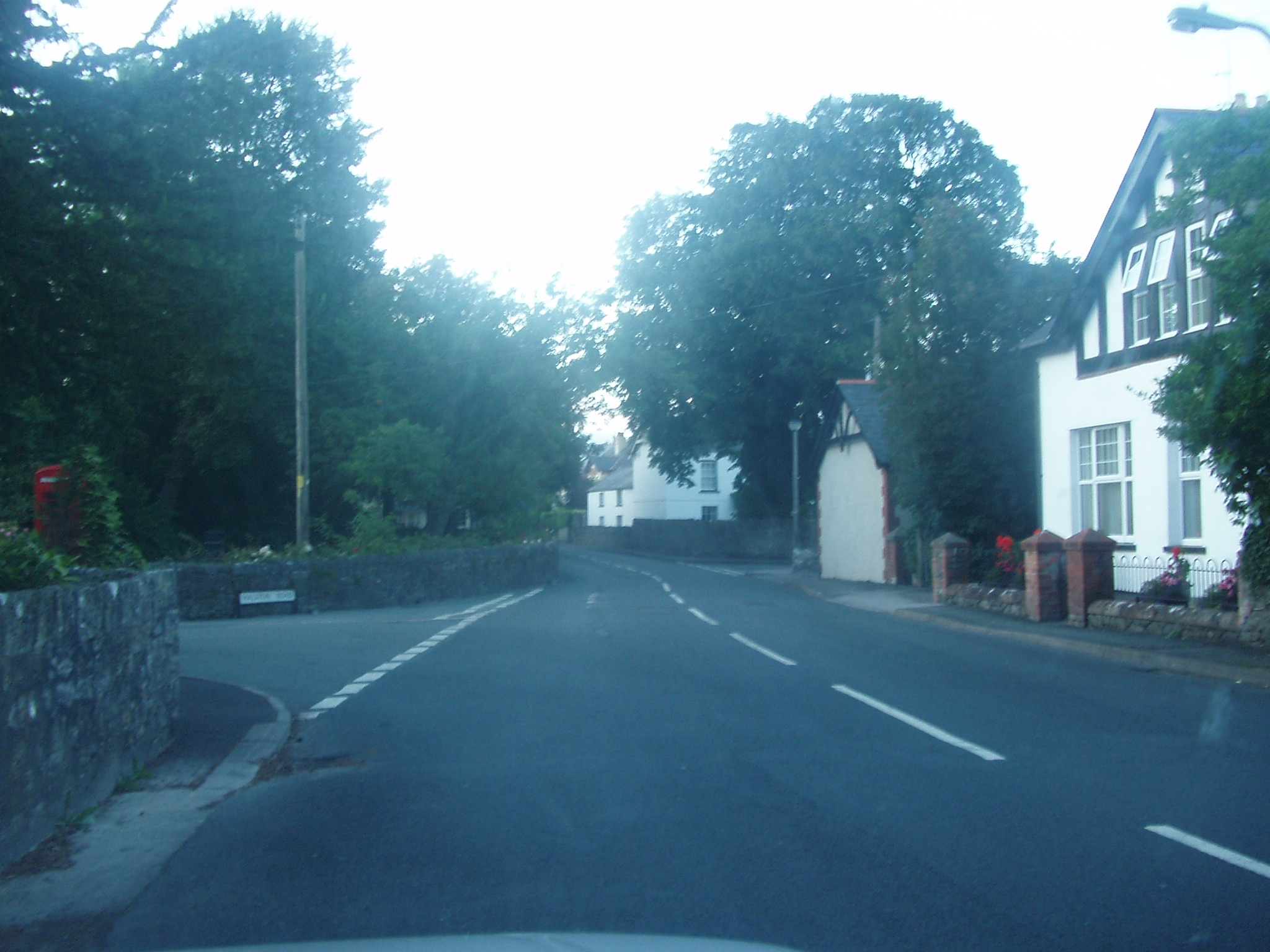
Vil·la de Gwenfô

Gwenfô té un gran esperit comunitari, com es pot comprovar a través dels nombrosos grups comunitaris locals. Entre d'altres, hi ha un grup Scout, el Village Quaffers, el Cor de Dones, el Club de Joves i, evidentment, l'Església. Gwenfô va guanyar el premi 'Best Kept Village in the Vale of Glamorgan' del 2005 i del 2007. També disposa del seu propi diari, que porta el nom de Wenvoe What's On. Un altre esdeveniment important és el Show annual organitzat cada setembre per l'agrupament Scout de Gwenfô al Centre comunitari. Aquest acte dona l'oportunitat a qualsevol resident a ser avaluat pel seu art, la seva artesania, cuina o jardineria. El The Wenvoe Arms és també la seu del Wenvoe Pétanque Club - que es considera el club de petanca més antic de tot Gal·les, remuntant-se fins al 1970.
Gwenfô és una vil·la molt popular per la seva proximitat a la ciutat de Cardiff, però tot i trobar-se a les rodal·lies de la capital de Gal·les, no disposa de connexió ferroviària, essent víctima del que es coneix com a "Beeching Axe" de la dècada de 1960. La ruta que passava pel poble segueix en peu, però molt malmesa, essent utilitzada per animals de granja, i amb grans extensions inaccessibles. L'antiga estació del poble és, actualment, un habitatge familiar.

## Atraccions locals

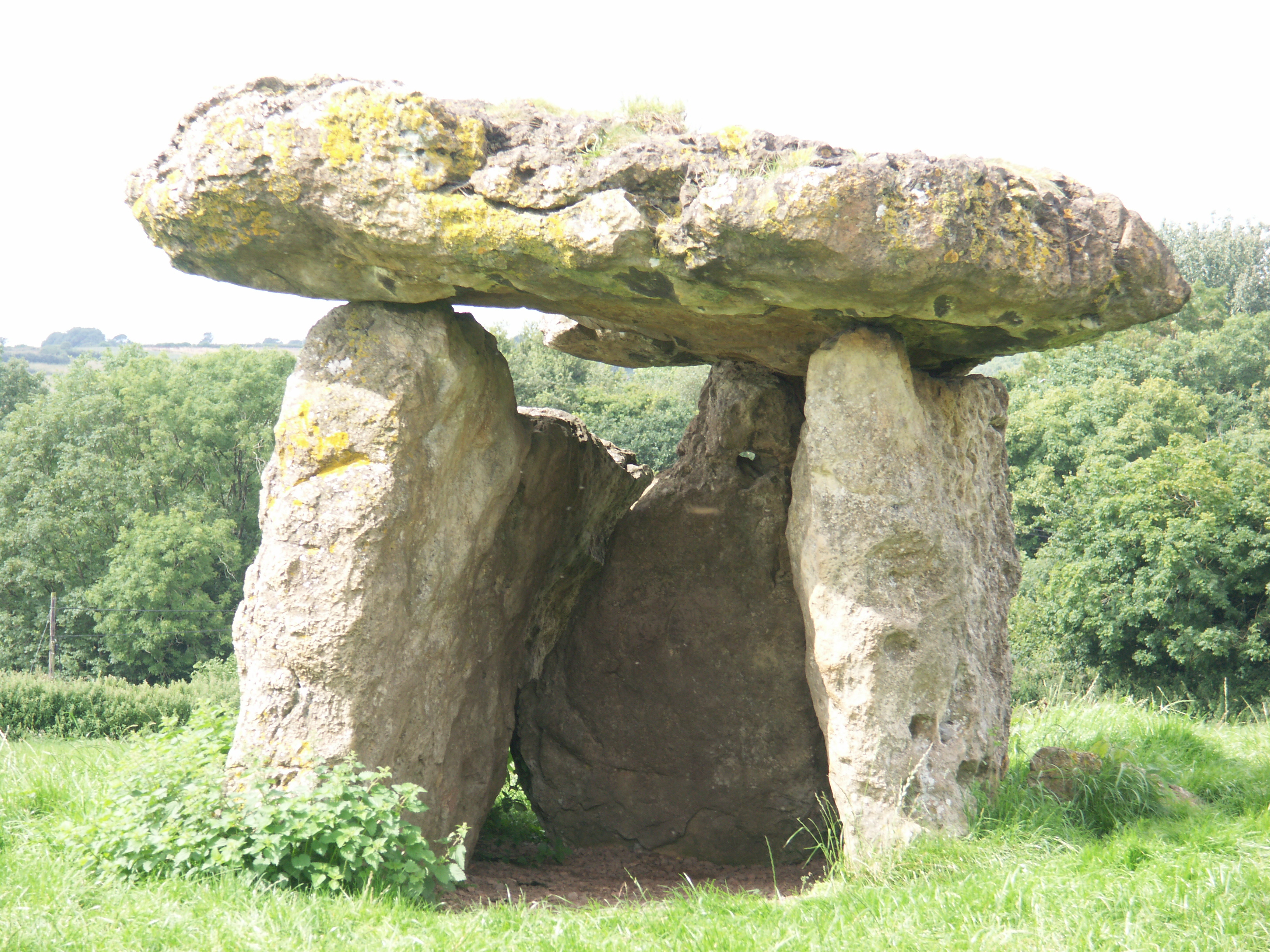
Cambra funerària de St Lythans

La cambra funerària de Santt Lythans (Siambr Gladdu Lythian Sant en gal·lès) es troba a només 2 km a l'oest de Gwenfô, o a 4,5 km per carretera, passada la vil·la de Llwyneliddon. La cambra funerària és un dolmen construït al voltant del cinquè mil·lenni abans de Crist com a part d'un túmul allargat, durant el Neolític.

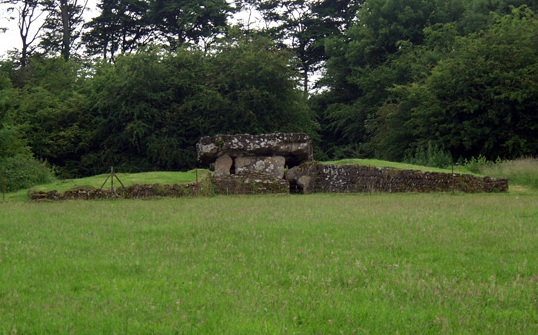
Cambra funerària Tinkinswood

La cambra funerària de Tinkinswood es troba a 3,5 km al nord-oest de Gwenfô, prop de la vil·la de Sain Nicolas, o a 6 km per la carretera de Tresimwn. Tinkinswood és un cromlec més gran que el de Llwyneliddon, amb el qual segurament s'assemblava, ja que van ser construïts durant el mateix període.
Entre les cambres funeràries de Llwyneliddon i de Tinkinswood es troben els Gerddi Dyffryn, la finca a la qual van pertànyer les dues durant molts anys. Gerddi Dyffryn són una col·lecció de jardins botànics localitzats al costat de la vil·la de Sain Nicolas. Han estat escollits per la British Tourism Association com un dels 100 millors jardins del Regne Unit.